# Eberhard Vaubel
Jan Eberhard Vaubel (* 9. April 1935; † 8. Juni 2019) war ein deutscher Leichtathlet und Sportjournalist.

## Leichtathletik
Vaubel war Mitglied des MTV 1846 Gießen, ihm gelang im Weitsprung im Juni 1958 mit 7,35 Metern die bis dahin viertbeste jemals von einem Sportler des Hessischen Leichtathletik-Verbands erreichte Weite. Nach seinem Wechsel zum TSV 1860 München wurde Vaubel deutscher Mannschaftsmeister und bestritt Wettkämpfe für die bundesdeutsche Nationalmannschaft. Mit der Bundeswehr-Nationalmannschaft wurde er 1960 in Athen Militärweltmeister in der 4-mal-100-Meter-Staffel.
1961 wurde er im Weitsprung in den Farben des Münchener Vereins Dritter der Deutschen Meisterschaften im Freien und 1962 in der Halle. Seine Weitsprung-Bestweite von 7,44 Metern erreichte Vaubel im Juni 1961.

## Journalismus
Vaubel studierte Chemie sowie im Rahmen eines Magisterstudiums die Fächer Pädagogik, Politik und Psychologie. Er war als Soldat bei der Bundeswehr Kompaniechef im Bereich ABC. Seine journalistische Laufbahn begann er als Volontär, erst bei der Tageszeitung Gießener Freie Presse, dann bei der Deutschen Presse-Agentur in München.
Im weiteren Verlauf seiner journalistischen Tätigkeit war er für die tz München tätig und gehörte zu den Gründungsmitgliedern der Zeitung. In der Anfangszeit der Fußball-Bundesliga verantwortete Vaubel die Öffentlichkeitsarbeit des TSV 1860 München, war als Vereinsmitarbeiter unter anderem an der Erstellung des Buches Rund um die Löwen sowie die Stadionzeitschrift Löwenecho sowie die Vereinszeitung Löwenpost beteiligt.
Später leitete Vaubel die Pressearbeit der Gaststättenkette Wienerwald AG und war während der Olympischen Sommerspiele 1972 in München für die tägliche Zeitung des Olympischen Dorfes verantwortlich. Er war einer der Verfasser des Buches Datenverarbeitung bei den XX. Olympischen Spielen 1972 in München. Hernach hatte er beim Bayerischen Landes-Sportverband das Amt des Leiters der Öffentlichkeitsarbeit inne, war in leitender Anstellung für die vom Burda-Verlag herausgegebene Zeitschrift Ambiente tätig und war zehn Jahre lang Chefredakteur der Zeitschrift des Deutschen Skiverbands. Bei der Süddeutschen Zeitung war er mehr als 30 Jahre nebenberuflich als Amateurfußball-Berichterstatter beschäftigt.
Als Ruheständler lebte Vaubel auf der spanischen Insel La Palma.